# Naruto: Shippuden (sezonul 5)
Naruto: Shippuden – Sezonul 5: Țestoasa Demon cu Trei Cozi (2008-2009)
Episoadele din sezonul cinci al seriei anime Naruto: Shippuden se bazează pe partea a doua a seriei manga Naruto de Masashi Kishimoto. Sezonul cinci din Naruto: Shippuden, serie de anime, este regizat de Hayato Date și produs de Studioul Pierrot și TV Tokyo și a început să fie difuzat pe data de 11 decembrie 2008 la TV Tokyo și s-a încheiat la data de 4 iunie 2009.
Episoadele din sezonul cinci al seriei anime Naruto: Shippuden fac referire la ninja din Satul Frunzei într-o misiune de-al găsi pe Orochimaru.

## Lista episoadelor
| Nr. Ep. Original | Nr. Ep. Serie | Nr. Ep. Sezon | Titlu                                    | Apariție          |
| ---------------- | ------------- | ------------- | ---------------------------------------- | ----------------- |
| 309              | 89            | 1             | Prețul puterii                           | 18 decembrie 2008 |
| 310              | 90            | 2             | Determinarea unui shinobi                | 25 decembrie 2008 |
| 311              | 91            | 3             | Descoperirea ascunzătorii lui Orochimaru | 8 ianuarie 2009   |
| 312              | 92            | 4             | Întâlnire                                | 15 ianuarie 2009  |
| 313              | 93            | 5             | Inimi conectate                          | 22 ianuarie 2009  |
| 314              | 94            | 6             | Plouă toată noaptea                      | 22 ianuarie 2009  |
| 315              | 95            | 7             | Cele două amulete                        | 5 februarie 2009  |
| 316              | 96            | 8             | Inamicul nevăzut                         | 12 februarie 2009 |
| 317              | 97            | 9             | Labirintul reflecției deformate          | 19 februarie 2009 |
| 318              | 98            | 10            | Ținta apare                              | 26 februarie 2009 |
| 319              | 99            | 11            | Furia bestiei cu coadă                   | 5 martie 2009     |
| 320              | 100           | 12            | În interiorul ceții                      | 12 martie 2009    |
| 321              | 101           | 13            | Sentimentele tuturor                     | 26 martie 2009    |
| 322              | 102           | 14            | Regrupare!                               | 26 martie 2009    |
| 323              | 103           | 15            | Bariera de închidere cu patru colțuri    | 9 aprilie 2009    |
| 324              | 104           | 16            | Ruperea stilului de cristal              | 9 aprilie 2009    |
| 325              | 105           | 17            | Bătălia de peste barieră                 | 16 aprilie 2009   |
| 326              | 106           | 18            | Camelia roșie                            | 23 aprilie 2009   |
| 327              | 107           | 19            | Tovarăși ciudați                         | 30 aprilie 2009   |
| 328              | 108           | 20            | Ghidul cameliei                          | 7 mai 2009        |
| 329              | 109           | 21            | Contraatacul însemnului blestemat        | 14 mai 2009       |
| 330              | 110           | 22            | Memoria vinovăției                       | 21 mai 2009       |
| 331              | 111           | 23            | Promisiune spartă                        | 28 mai 2009       |
| 332              | 112           | 24            | Un loc pentru a reveni                   | 4 iunie 2009      |